# María Noel Riccetto
María Noel Riccetto Barusso (Montevideo, 27 de marzo de 1980) es una bailarina, funcionaria y empresaria uruguaya. 
Como bailarina de ballet fue reconocida con el máximo galardón de la danza clásica el premio Benois de la Danza, fue solista del American Ballet Theatre (ABT) por trece años. En noviembre de 2019, fue nombrada Embajadora de Buena Voluntad de UNICEF para Uruguay. Actualmente es directora artística del Ballet Nacional Sodre.

## Biografía
Nació el 27 de marzo de 1980 en Montevideo, como la hija mayor de Hugo Riccetto y María Barusso. Su abuelo materno —con raíces en Calice Ligure, Italia— fue capitán de navío a fines de la década de 1970, y diplomático. Por el lado paterno, su abuelo poseía campos en el Departamento de Durazno, por lo que cursó el jardín de infantes en una escuela rural. Criada en el seno de una familia católica, realizó sus estudios primarios en el Colegio Las Teresas, y los secundarios en el Colegio Jesús María de Carrasco y en el Colegio Inmaculada Concepción "Los Vascos" del barrio Centro.
Comenzó sus estudios de ballet en la Escuela Nacional de Danza a los ocho años. En 1995 pasó a integrar el Cuerpo de Baile del SODRE. En 1998 recibió el Premio Elena Smirnova de la mano de Enrique Honorio Destaville, cronista argentino de ballet. Más tarde ese año obtuvo una beca completa para estudiar en la North Carolina School of the Arts. Allí actuó en obras como Grand Pas Romantique (coreografía y dirección de Fernando Bujones) e Intermezzo (coreografía de Eliot Feld).
En 1999 se incorporó al cuerpo de baile del American Ballet Theatre en Nueva York, y tres años más tarde fue ascendida a solista de la compañía. Interpretó los roles del Hada de Azúcar y la reina de las nieves en El cascanueces de Chaikovski. Cuando la obra fue presentada en la Academia Nacional Húngara, fue invitada a Budapest para interpretar nuevamente el rol del hada del azúcar junto a Gabor Szigeti, solista del Ballet Nacional Húngaro.
Riccetto fue la "doble de baile" de Mila Kunis en la película Cisne Negro de 2010. En 2013 regresó a Uruguay para formar parte del Cuerpo de Baile en el Ballet Nacional Sodre, dirigido en ese entonces, por el argentino Julio Bocca. En 2017 fue galardonada como mejor bailarina con el premio Benois de la Danse en el Teatro Bolshói de Moscú por su rol de Tatiana en Eugenio Oneguin, siendo la primera uruguaya en conseguirlo. Un año más tarde, en 2018 recibió el Premio Iris a la Trayectoria.
Debido a su reconocimiento, fue nombrada embajadora de la empresa de ropa deportiva Under Armour, y ha sido la cara de campañas publicitarias de la Fundación Pérez Scremini, McDonald's, y ANTEL junto a Luis Suárez. También comercializa su propio perfume y crema.
En abril de 2019, anunció su retiro del Ballet Nacional Sodre, para dedicarse entre otros proyectos a su academia personal, Maria Riccetto Studio. A su vez, tomó el puesto de coordinadora académica de la división de ballet de las Escuelas de Formación del SODRE.
En 2019 fichó como jurado del programa de Got Talent Uruguay concurso de talentos emitido por Canal 10 y estrenado en junio de 2020, participando de tres ediciones. En diciembre de 2020 se confirmó que sería la directora artística del Ballet Nacional Sodre (BNS) tras el retiro de Igor Yebra; asumió el puesto el 28 de enero de 2021.

## Repertorio
American Ballet Theatre.
| - Preludio a la siesta de un fauno. - Calíope en Apollo - Primera y tercera sombra en La bayadera - Pétalo en La cenicienta - La oración en Coppélia - Gulnara y una Odalisca en El corsario - Mercedes en Don Quijote - Giselle, pas de deux de campesinas y Zulma en Giselle - el Dos de diamantes en Juego de naipes - Valenciana en La viuda alegre - Clara en El cascanueces | - Olga en Onegin - Natalia en En el Dnieper - La bailarina en Petrushka - Henriette en Raymonda - El hada de la lilas, Hada de la sinceridad y Princesa Florine en La bella durmiente - la Joven en El espectro de la rosa - Pas de trois y Princesa italiana en El lago de los cisnes - Mazurca y Preludio en Las Sílfides - La codiciosa en Tres vírgenes y un diablo - 2014, El corsario. |

## Televisión
| Programas | Programas          | Programas | Programas |
| Año       | Título             | Canal     | Rol       |
| --------- | ------------------ | --------- | --------- |
| 2020-2022 | Got Talent Uruguay | Canal 10  | Jurado    |

## Vida personal
A inicios de agosto de 2024 anunció que estaba embarazada de su primer hijo junto a su novio, el fotógrafo Ignacio Guani. El 7 de diciembre anunció el nacimiento de Salvador Guani Riccetto, quien nació prematuramente.